# Epidiplosis furcata
Epidiplosis furcata är en tvåvingeart som beskrevs av Mo och Zheng 2004. Epidiplosis furcata ingår i släktet Epidiplosis och familjen gallmyggor. Inga underarter finns listade i Catalogue of Life.